# Galicija, Žalec
Galicija je naselje deloma samotnih kmetij in zaselkov v Občini Žalec z okoli 600 prebivalci.
Galicija leži na območju potoka Podsevčnica med hriboma Klumberk (628 m n. v.) in Goro (569 m n. v.). Na območju  Galicije blizu studenca Bele vode so med letoma 1824 in 1861 kopali železovo rudo.
Baročna župnijska cerkev sv. Jakoba je bila postavljena med letoma 1772 in 1778 na starejših temeljih. Od prvotne stavbe, verjeno postavljene v 16. stoletju, je ohranjen le zvonik na južni strani prezbiterija.